# برت فوغلشتاين
برت فوغلشتاين (بالإنجليزية: Bert Vogelstein) هو مدير مركز لودفيغ للأورام وأستاذ علم الأمراض والأورام في معهد هوارد هيوز الطبي وباحث في المؤسسات الطبية جامعة جونز هوبكينز.
يعد برت فوغلشتاين رائدا في علم الجينوم الورمي. أبحاث حول سرطان القولون كشفت أنه يمكن أن يحدث نتيجة تراكم متسلسل لطفرات في جينات ورمية ومورثات كابتة للورم. دراساته صارت نموذجا للدراسات الحديثة حول السرطان.

## روابط خارجية
- مركز لودفيغ للأورام في معهد هوارد هيوز الطبي في جامعة جونز هوبكينز